# معركة توكسبوري
معركة توكسبوري (بالإنجليزية: Battle of Tewkesbury)‏ هي واحدة من إحدى المعارك الحاسمة في حرب الوردتين، وقعت في 4 مايو من عام 1471م. هُزمت فيها القوات الموالية لأسرة لانكاستر من قبل جيش أسرة يورك بقيادة إدوارد الرابع، في هذه المعركة قُتل فيها ولي عرش مملكة إنجلترا من أسرة لانكاستر وهو إدوارد وستمنستر مع العديد من النبلاء البارزين الذين قُتلوا في أثناء المعركة أو بعد يومين من فرارهم من أرض المعركة.